# Cimetière national de Biloxi
Le cimetière national de Biloxi est un cimetière national des États-Unis qui se trouve à Biloxi, au Mississippi  sur le terrain du centre médical du département  des affaires des anciens combattants (VAMC), près de la base aérienne de Keesler. Il s'étend sur environ 54 acres (21,9 ha), et contenait 15 278 inhumations à la fin de 2005.

## Histoire
Le cimetière national de Biloxi est créé en 1934 et son premier enterrement a lieu le 24 mars 1934(p39).
De 1934 à 1973, l'objet du cimetière national de Biloxi était de fournir un lieu de sépulture uniquement aux anciens combattants qui sont morts dans le centre médical adjacent. Le patients du centre médical viennent principalement de Floride, d'Alabama, du Mississippi et de la Louisiane(p39).
En 1973, avec le vote de la loi des cimetières nationaux, le cimetière est ouvert à tous les anciens combattants démobilisés, aux militaires en service actif, et à leurs personnes à charge, indépendamment de l'endroit où ils sont morts. Depuis sa création, le terrain a doublé avec le transfert de terres de la VAMC. À l'origine s'étendant sur 25 acres (10,1 ha), 17 acres (6,9 ha) ont été ajoutés en 1982 et en 1996, 12 autres ont été ajoutés pour un total de 54 acres (21,9 ha)(p39).

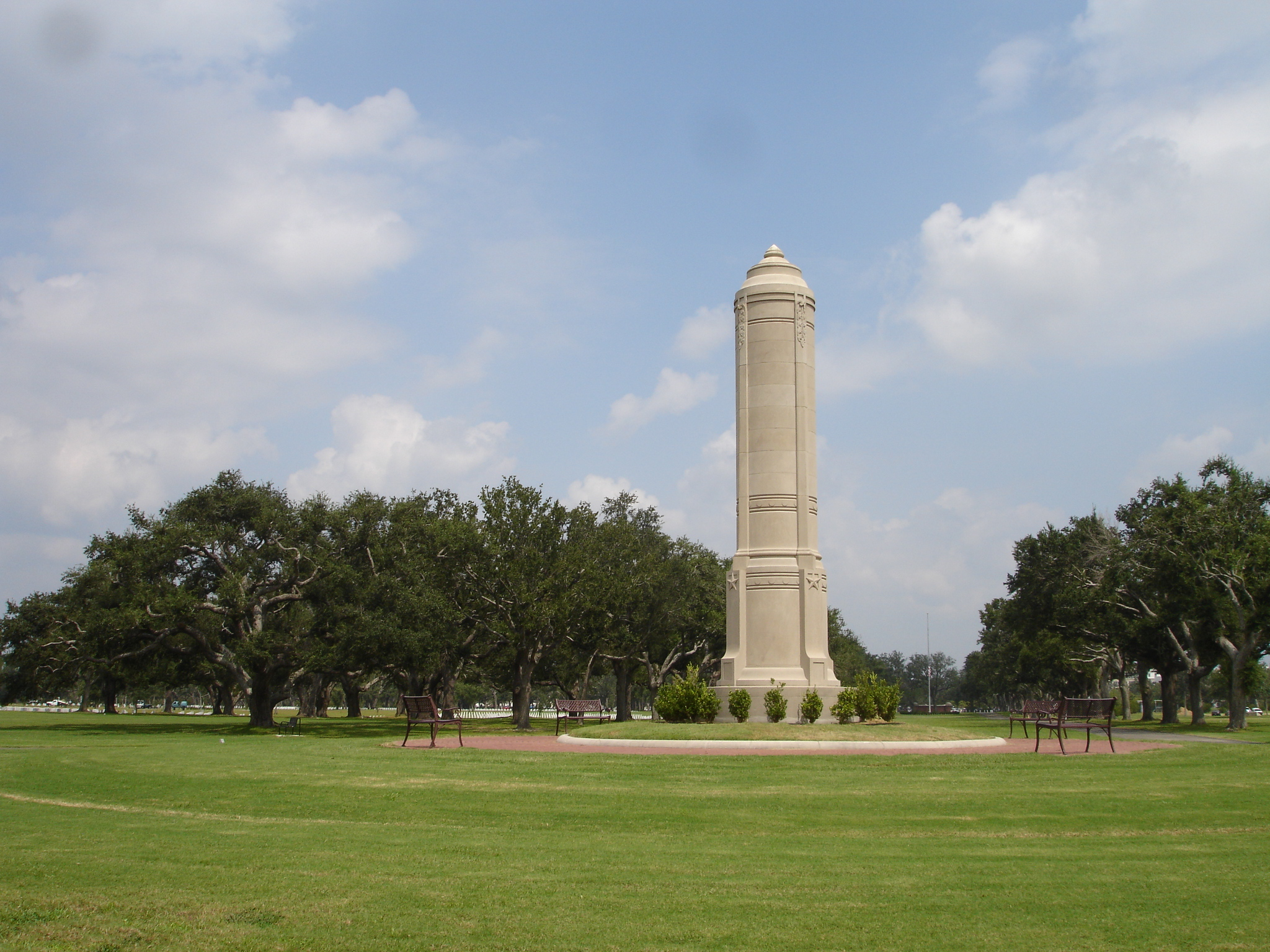
Monument aux anciens combattants.

## Monuments notables
Un monument de granit situé en face du bâtiment de l'administration du cimetière est donné par l'association nationale des anciens combattants nucléaires le 9 novembre 1990, à la mémoire des anciens combattants qui ont participé aux essais des États-Unis du programme d'armes nucléaires.

## Sépultures notables
- Colonel Ira C. Welborn, récipiendaire de la médaille d'honneur pour ses actions lors de la guerre hispano-américaine.
- Thomas Daniel Willis Jr